# Ranunculus pentandrus
Ranunculus pentandrus är en ranunkelväxtart som beskrevs av John McConnell Black. Ranunculus pentandrus ingår i släktet ranunkler, och familjen ranunkelväxter. Utöver nominatformen finns också underarten R. p. platycarpus.